# Enea e Acate sulla costa libica
Enea e Acate sulla costa libica è un dipinto a olio su tela (58,7x87,6 cm) di Dosso Dossi, databile al 1520 circa e conservato nella National Gallery of Art di Washington. Faceva parte della decorazione dei Camerini d'Alabastro di Alfonso d'Este a Ferrara.

## Storia
Il dipinto faceva parte di una serie di dieci tele sull'Eneide eseguite da Dosso e da suo fratello Battista per decorare un fregio dei Camerini, che si disponeva nella parte alta delle pareti creando una serie ininterrotta di storie letterarie. Della serie sono state sicuramente individuate un'altra tela in Inghilterra e una nella National Gallery of Canada, a Ottawa (Discesa di Enea nei campi elisi).
Dopo lo smantellamento dei Camerini (1598), l'opera finì nelle collezioni Borghese, dove è ricordata dal 1608 fino almeno al 1693. In seguito se ne perdono le tracce fino al 1926 quando fu acquistata in un'asta da Alessandro Contini Bonacossi, che poi nel 1936 la vendette a Samuel H. Kress. Nel 1939 il dipinto venne regalato alla National Gallery di Washington, che aprì quell'anno.
La tela, tagliata in due parti nel Novecento, è stata ricomposta in occasione della mostra Dosso Dossi. Il fregio di Enea che si è tenuta nel 2023 presso alla Galleria Borghese di Roma. Nella parte ricomposta sempre di proprietà della National Gallery of Art è raffigurata la costruzione del tempio di Venere a Erice e offerte alla tomba di Anchise. 

## Descrizione e stile
La rara iconografia causò molte speculazioni nella critica, che vi lesse un generico episodio leggendario o anche lo sbarco degli Argonauti. Si tratta invece del passo del libro I dell'Eneide in cui si narra il naufragio di Enea e del suo scudiero Acate sulla costa libica, prima di dirigersi verso la città di Cartagine, i cui palazzi si intravedono  sullo sfondo.
La scena è ambientata in un vasto paesaggio con alberi di un verde brillante, che ricordano vaporosi batuffoli, uno degli stilemi più riconoscibili di Dosso. I due protagonisti, con vesti sgargianti, sono rappresentati a tutta figura sulla destra, su uno spiazzo erboso, mentre al centro della scena l'equipaggio della nave, composto da colorate figurette, si affanna per ripararla. Lo sfondo è dominato dalla veduta, quasi irreale, della città africana, oltre la sponda di un'insenatura, nonché dai toni azzurrini carichi di notazioni atmosferiche.